# Manam
Manam – czynny stratowulkan w Papui-Nowej Gwinei. Tworzy wyspę o średnicy około 10 km położoną w odległości 13 km od Nowej Gwinei. Wysokość wulkanu wynosi 1807 m n.p.m.
Zanotowano kilkadziesiąt erupcji tego wulkanu, pierwsza z nich nastąpiła w 1616 roku. Trzynastu mieszkańców zginęło podczas wybuchu w dniu 3 grudnia 1996, kiedy przepływy piroklastyczne dotarły do wsi Budua. W listopadzie i grudniu 2004 wybuch zmusił do ewakuacji około 9600 mieszkańców wyspy, było 5 ofiar śmiertelnych. Wulkan uaktywnił się w 2019. 8 marca 2022 roku miała miejsce silna erupcja, a słup dymu mógł sięgnąć 15 km.